# Pousaflores
Pousaflores es una freguesia portuguesa del municipio de Ansião, con 26,36 km² de superficie. Su densidad de población es de 45,6 hab/km².